# 贝丘县
贝丘县，中国古代县份，在今山东省聊城市辖区内。

## 历史沿革
西汉元始二年（公元2年），在今山东省临清市、高唐县一带设立贝丘县，隶属于冀州刺史部清河郡，治所在今临清市南的大辛庄街道近古村西。贝丘一带在春秋时期属卫国，战国时期为赵国东境贝丘邑，秦朝时属巨鹿郡。据唐代《元和郡县志》，贝丘“城内有丘高五丈，周回六十八步，城因此为名”。
东汉，贝丘县隶属于冀州清河国。三国属魏国冀州清河郡，西晋属清河国。东晋十六国时期，初属后赵，中属前燕，后属前秦，一直隶属清河郡。进入南北朝时期后，刘宋时属冀州清河郡，北魏属相州清河郡，县治迁至今临清市东南，东魏时属清河郡。
北齐将清河郡治迁至信城，废除贝丘县并入清河县，后又改清河县为贝丘县，武城县也并入贝丘县。北周武帝建德六年（577年），北周灭北齐，废除清河郡置贝州。隋朝初年，贝丘县仍属贝州。开皇六年（586年），贝丘县改为清阳县，并析出东武城旧地，恢复设置武城县，又分原贝丘县地恢复贝丘县建制。隋朝开皇十六年（596年），改贝丘县为清平县。

## 侨置县
南朝宋元嘉五年（428年），在原般阳县境侨置清河郡及贝丘县，治所在般阳城（今属淄博市淄川区）。后又设置土鼓县，也属清河郡。北魏，改刘宋的清河郡为东清河郡，后又侨置绎幕、武城等县。北齐废除郡制，各个侨置县均并入贝丘。隋朝开皇十六年（596年）置淄州，治贝丘县。开皇十八年（598年），改贝丘为淄川县。

## 备注
1. ↑  . 山东省情资料库.   [2023-12-03]. （原始内容存档于2023-12-04）.
2. ↑  . 武城县人民政府.   [2023-12-02].
3. ↑  . 山东省情资料库.   [2023-12-03]. （原始内容存档于2023-12-03）.